# Ponte Principe Amedeo Savoia Aosta
De Ponte Principe Amedeo Savoia Aosta is een brug over de Tiber in Rome. De brug verbindt de wijk Ponte op de linkeroever met de wijk Borgo op de rechteroever.
De met wit marmer beklede brug werd in 1942 voltooid na een bouwtijd van 34 maanden. De brug is ongeveer 110 meter lang, heeft drie grote bogen, die rusten op twee pijlers, waarin zich kleinere boog bevinden, die bij hoogwater de waterdruk kunnen verminderen. Het geheel is opgetrokken in een strakke, vereenvoudigde neoclassicistische stijl die tijdens het fascisme gebruikelijk was.
De brug is vernoemd naar prins Amadeus van Savoye, Hertog van Aosta en vicekoning van Ethiopië.
Ponte di Castel Giubileo · Ponte Tor di Quinto · Ponte Flaminio · Ponte Milvio · Ponte Duca d'Aosta · Ponte della Musica · Ponte del Risorgimento · Ponte Giacomo Matteotti · Ponte Pietro Nenni · Ponte Regina Margherita · Ponte Cavour · Ponte Umberto I · Ponte Sant'Angelo · Ponte Vittorio Emanuele II · Ponte Principe Amedeo Savoia Aosta · Ponte Giuseppe Mazzini · Ponte Sisto · Ponte Garibaldi · Ponte Fabricio en Ponte Cestio · Ponte Rotto · Ponte Palatino · Ponte Sublicio · Ponte Testaccio · Ponte San Paolo · Ponte dell'Industria · Ponte Guglielmo Marconi · Ponte della Magliana · Ponte di Mezzocammino · Ponte Tor Boacciana